# مديرية جليكخان
مُديريَّة جليكخان هي إحدى مُديريات محافظة أديامان الواقعة في جنوب شرق الأناضول في تركيا ومقرها بلدة جليكخان. تبلغ مساحتها 444 كم² وبلغ عدد سكانها 15٫294 نسمة في عام 2021. أغلبية سكان المديرية من قبيلة رشوان الكردية.

## التاريخ
كانت ناحية جليكخان تتبع محافظة ملطية إلى أن انفصلت أديامان عن المحافظة المذكورة في عام 1954، فصارت جليكخان إحدى مديرياتها.

## التركيبة
تتكوَّن المُديرية من بلديتان إحداهما في جليكخان والأخرى في بينارباشي، ومن عشرين قرية هم:
- آقصو
- التونطاش
- عسكرخان
- بوزكديك
- جامبينار
- فاتح
- كولباغي
- اينجرلي
- قلعه جك
- قره جاير
- قره كول
- كوروجاق
- كوسه عشاغي
- موطلو
- رجب
- شرفخان
- ياغيزاتلي
- يشيلاوة
- يشيلتبه
- يشيليايلا